# Парообразование

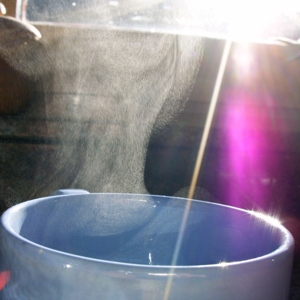
Конденсирующийся над чашкой горячего чая водяной пар

Парообразова́ние — свойство капельных жидкостей изменять своё агрегатное состояние и превращаться в пар. Парообразование, происходящее лишь на поверхности капельной жидкости, называется испарением. Парообразование по всему объёму жидкости называется кипением; оно происходит при определённой температуре, зависящей от давления — давления насыщенного пара  {\displaystyle p_{\text{нп}}}; его значение зависит от рода жидкости и связано с температурой. Парообразование может происходить при любой температуре.
Обратный процесс — конденсация.